# Западня (фильм, 1946)
«Западня», другой перевод названия «Приманка» (англ. Decoy) — фильм нуар режиссёра Джека Бернхарда, вышедший на экраны в 1946 году.
Фильм рассказывает историю алчной роковой красавицы (Джин Гилли), которая любыми средствами, включая воскрешение из мёртвых своего казнённого любовника-гангстера, стремиться добраться до похищенных и спрятанных им денег.
Режиссёр Джек Бернхард также одним из продюсеров фильма, а также мужем исполнительницы главной роли Джин Гилли. Фильм вызвал заметный интерес современных историков кино, прежде всего, благодаря созданному Гилли образу роковой женщины.

## Сюжет
От пригородной заправочной станции раненый доктор Ллойд Крейг (Герберт Радли) добирается на попутной машине до Сан-Франциско и в затуманенном сознании входит в дорогие апартаменты Марго Шелби (Джин Гилли). Крейг стреляет в неё и умирает сам, прежде чем прибывший детектив Джо Португал (Шелдон Леонард) успевает остановить его. Перед смертью Марго рассказывает детективу историю, приведшую к этому трагическому финалу:
Некоторое время назад любовник Марго, гангстер Фрэнки Олинс (Роберт Армстронг) ограбил инкассаторскую машину, похитив 400 тысяч долларов. Вскоре он был арестован полицией, однако перед этим успел спрятать деньги в надёжном месте. Во время свидания Фрэнки отказывается сказать Марго, где спрятал деньги, требуя чтобы гангстер Джим Винсент (Эдвард Норрис) нанял ему хорошего адвоката. Однако поскольку во время ограбления Фрэнки убил водителя, его приговаривают к смертной казни в газовой камере. Тогда Марго разрабатывает сложный план спасения Фрэнка после казни, вспоминая, что умершего от отравления цианистым газом можно «оживить», если в течение часа ввести ему в качестве антидота метиленовый синий. Сначала она соблазняет Джима, обещая разделить с ним спрятанные деньги, если после казни он поможет выкрасть тело Фрэнки. Затем Марго соблазняет тюремного врача, доктора Крейга, склоняя его к тому, чтобы сразу после казни вернуть Фрэнки обратно к жизни. Через двадцать минут после казни Крейг незаметно делает Фрэнки укол метиленового синего, и без положенной а таких случаев аутопсии поручает санитарам немедленно отправить тело Фрэнки в крематорий. На пустынной дороге бандиты Джима останавливают катафалк, убивают водителя и похищают тело Фрэнки, доставляя его в процедурный кабинет доктора Крейга. Через несколько минут после успешной операции Фрэнки оживает. Выпроводив Крейга, Марго уговаривает Фрэнки сообщить, где спрятаны деньги, чтобы оплатить ему пластическую операцию, поскольку полиция слишком хорошо знает его лицо. Фрэнки рисует карту места, где закопал награбленное, однако рвёт её на две части и отдаёт Марго только половину. После этого подстрекаемый Марго, Джим выстрелом в спину убивает Фрэнки и забирает вторую половину карты.
Так как сержант Португал подозревает, что Марго и Джим причастны к исчезновению тела Фрэнки, они решают немедленно выехать за деньгами, закопанными на краю леса в ста милях от города. Они заставляют Крейга вывезти их на своей машине, так как его статус тюремного врача позволяет беспрепятственно преодолеть полицейские кордоны. После выезда за пределы города они останавливаются в придорожной закусочной. Джим намеревается убить Крейга, однако Марго отговаривает его, после чего выходит во двор и незаметно прокалывает колесо их машины. В дороге колесо спускает, и Марго просит Джима его заменить. В тот момент, когда Джим уже опускает машину с домкрата, Марго наезжает на него и давит насмерть. Она извлекает из его кармана вторую половину карты, забирает его пистолет, складывает в багажник монтировку и продолжает путь вместе с Крейгом. Добравшись до места, где закопаны деньги, Марго заставляет Крейга откопать их. Когда он достаёт из земли запертую коробку, Марго забирает её, стреляет в доктора и уезжает, оставляя его умирать. Однако, несмотря на ранение, Крейгу удаётся добраться до квартиры Марго, и выстрелить в неё. Закончив свой рассказ, Марго умирает. Открыв коробку, сержант Португал находит там среди нарезанной бумаги записку от Фрэнки, адресованную тем, кто его обманул. Он пишет, что оставляет им лишь доллар на их несчастье, а остальные деньги пойдут червям.

## В ролях
- Джин Гилли — Марго Шелби
- Роберт Армстронг — Фрэнк Олинс
- Герберт Радли — доктор Крейг
- Эдвард Норрис — Джим Винсент
- Шелдон Леонард — сержант Португал
- Филип Ван Зандт — Томми
- Берт Роуч — бармен

## Создатели фильма и исполнители главных ролей
В 1940-е годы режиссёр Джек Бернхард поставил несколько низкобюджетных фильмов нуар, наиболее заметными среди которых были «Ледяная блондинка» (1948), «Свидание с убийством» (1948), «Преследуемый» (1948) и «Второе лицо» (1950).
Первым фильмом английской актрисы Джин Гилли была комедия «Пока родители спят» (1935), и в течение последующих девяти лет она сыграла во многих британских фильмах, главным образом, в ролях наивных молодых девушек или в легковесных романтических ролях. Как далее пишет киновед Джефф Майер, «эти фильмы никоим образом не подготовили публику к исполнению ей в „Западне“ роли одной из самых опасных роковых женщин 1940-х годов» . В 1944 году Гилли вышла замуж за режиссёра Бернхарда, и в 1945 году с этим фильмом дебютировала в американском кино. Актриса собрала массу хорошей прессы за «интересное и идеальное исполнение роли роковой женщины» в этом фильме, однако после этого снялась лишь в одной картине, приключенческой ленте «Дело Макомбера» (1947), а в 1949 году умерла в Англии от пневмонии в возрасте 33 лет. По словам Майера, карьера Гилли во многом «предвосхитила сходную перемену в карьере другой британской актрисы Пегги Камминс, которая после многих лет исполнения ролей девушек из соседнего двора сыграла роль убийцы в фильме нуар „Без ума от оружия“ (1950). Как и Камминс, которая доминировала в этом фильме Джозефа Х. Льюиса, Гилли скрепляет фильм своей игрой, и без неё он был бы всего лишь очередным фильмом бедной компании, отягощённым маловероятным сюжетом».

## Проблемы с рекламной кампанией фильма
Согласно информации в «Голливуд репортер» от 14 ноября 1946 года рекламная кампания фильма была негативно воспринята администрацией рекламного кодекса Американской ассоциации кинокомпаний (ААК). ААК возражала против использования в рекламе выражения «Она преступница», так как в 1943 году Говарду Хьюзу уже было запрещено использовать аналогичный лозунг в рекламной кампании фильма «Преступник». Кроме того, ААК возражала против изображения на постере фильма изображения сидящей на кровати Гилли, одна нога которой обнажена выше колена, при этом в одной руке она держит сигарету, а в другой — пистолет. Хотя руководители студии Monogram утверждали, что образ был подан на согласование до изготовления рекламных материалов, однако ААК возразила, что обнажённая нога и пистолет были добавлены позже. В итоге Monogram согласился остановить кампанию.

## Оценка фильма критикой
Этот фильм категории В остался мало замеченным после выхода на экраны, однако привлёк к себе внимание современных историков кино, главным образом благодаря игре Джин Гилли в роли роковой женщины. В частности, Алан Силвер отметил, что «хотя в сюжете и есть несогласованности», тем не менее он знаменателен «увлекательной игрой британской актрисы Джин Гилли в роли Марго, самой жестокой и коварной роковой женщины в нуаровом цикле вплоть до появления Энни Лори Старр в „Без ума от оружия“ (1950)» . По словам Артура Лайонса, этот забытый в течение многих лет, «несгибаемый дешёвый фильм нуар студии Monogram» выделяется «сногсшибательной, хладнокровной игрой британской актрисы Гилли». Деннис Шварц назвал картину «мрачным по атмосфере, бессвязным фильмом нуар, который изобилует сюжетными нестыковками», при этом замечая, что «главным достоинством фильма стала зловещая игра британской дебютантки Джин Гилли в роли Марго Шелби», создавшей образ «абсолютной роковой женщины, которая использует мужчин и даже насилие, чтобы достичь своих целей». По словам Шварца, «Гилли — одна из самых беспощадных роковых женщин в истории фильмов нуар». Сандра Бреннан назвала картину «захватывающим и жестоким фильмом нуар», а Селби — «суровым дешёвым фильмом, построенным вокруг дьявольских деяний безжалостной роковой женщины». Гленн Эриксон пишет, что «фильм поражает своей странной смесью мелодрамы, приёмов крутой бульварной литературы и неконтролируемого садизма», а по уровню насилия для 1946 года он был тем же, что и «Криминальное чтиво» — для 1994 года". По мнению Эриксона, «история увлекательная и движется в быстром темпе, однако актёрский состав из преимущественно неизвестных актёров указывает на то, что это фильм категории В». И несмотря на то, что «сценарий и не плох, торопливая режиссура часто ставит актёров в неловкую ситуацию». Подводя итог, критик пишет, что хотя «этот смертельно серьёзный триллер и смотрится сегодня старомодно, тем не менее он всё равно доставляет наслаждение».

## Образ Марго Шелби
Наибольшее внимание при анализе фильма критика уделила образу «убийственной комбинаторши» Марго Шелби, который, по словам Эриксона, «напрямую взят из самой дешёвой бульварной литературы». Силвер отмечает, что «Марго использует мужчин без всяких сомнений», получая особое наслаждение от соблазнения доктора Крейга с его крепкими жизненными идеалами, а также от унижения сержанта полиции, которого она называет уменьшительным именем «Джоджо», издевается и открыто смеётся ему в лицо. А её садизм особенно ярко проявляется в сцене, когда она «переезжает беспомощного Джима Винсента, после чего спокойно выходит из машины, забирает фрагмент карты сокровищ из его кармана, кладёт в багажник монтировку, а затем продолжает свой путь» . Лайонс называет Марго «законченной садистской роковой женщиной, которая соблазняет всех в этом фильме и показывает полное отсутствие какой-либо гуманности, переезжая своего партнёра». По словам Майера, «Марго испытывает наслаждение, когда насмехается над представителями полиции и медицинской профессии», кроме того, «отказывается проявить какое-либо раскаяние в своих поступках», что было «довольно знакомым мотивом для роковых женщин в низкобюджетных фильмах нуар 1940-х годов» .

## Некоторые запоминающиеся эпизоды фильма
Хотя критики приняли фильм с известными оговорками, тем не менее, они обратили внимание на некоторые запоминающиеся сцены. Так, картина открывается впечатляющим крупным планом рук в грязном умывальнике на заправочной станции, после чего «камера наводится на зомбиподобное лицо доктора Крейга в разбитом стекле, задавая мрачную тональность всему фильму». Эриксон отмечает, что «в своём самом чудном эпизоде фильм ненадолго превращается в фильм о безумном докторе, оживляющем Олинса с помощью инъекции, которая „аннулирует действие цианистого газа“. Затем он производит электрошок словно в фильме с Борисом Карлоффом. Однако это поразительное медицинское чудо окажется в буквальном смысле недолговечным, так как Марго нужен не воскресший зомби, а исключительно тайна, скрытая в памяти Олинса». По словам Майера, режиссёр «перерабатывает в этой сцене некоторые аспекты истории о Франкенштейне», а Эриксон сравнивает эту сцену с воскрешением Лазаря. Ещё одной сценой, «заставляющей лезть на стену», стал эпизод, в котором Марго переезжает одного из своих сообщников на машине, а затем аккуратно забирает у него карту и монтировку, которую жертва использовала для замены спустившего колеса.